# جوليان ريد
جوليان ريد هو سياسي كندي، ولد في 27 يناير 1936 في تورونتو في كندا. حزبياً، نشط في الحزب الليبرالي الكندي. وقد انتخب عضو برلمان مقاطعة أونتاريو وانتخب عضو مجلس العموم الكندي.